# Монопсихизм
Монопсихизм (от греч. monos единственный и psyche — душа) — учение о том, что отдельные души рождаются и умирают не сами по себе, а лишь под воздействием извне, в особенности в результате обусловленных материальными, физическими причинами превращений единой душевной субстанции.
Монопсихизмом также называют учение о том, что души людей вообще не индивидуальны, а являются проявлениями одной единой души. Подобные идеи разрабатывал Плотин в развитие платоновского представления о «мировой душе».
Монопсихизма в разных формах придерживались некоторые арабские (Аверроэс) и иудейские (каббализм) мыслители мистического толка эпохи средневековья; позднее через европейских последователей Аверроэса (в частности, французского аверроиста XIII века Сигера Брабанского) он проник и в западную философию.
Фома Аквинский выступил против доктрины монопсихизма в своей книге De unitate intellectus contra Averroistas.